# Панков, Радован
Радо́ван Па́нков (серб. Radovan Pankov / Радован Панков; род. 5 августа 1995, Нови-Сад) — сербский футболист, защитник клуба «Легия».

## Карьера

### Клубная
Воспитанник школы «Войводины». Дебютировал в Суперлиге 10 мая 2014 в матче против «Ягодины» (0:1).
В мае 2016 заключил контракт с клубом «Урал»

### В сборной
Чемпион мира среди молодёжи 2015 года.
В сборной Сербии был заявлен на чемпионат мира 2015 года среди команд до 20 лет: сборная завоевала чемпионский титул.

## Достижения
«Урал»
- Финалист Кубка России: 2016/17